# Lövgroda

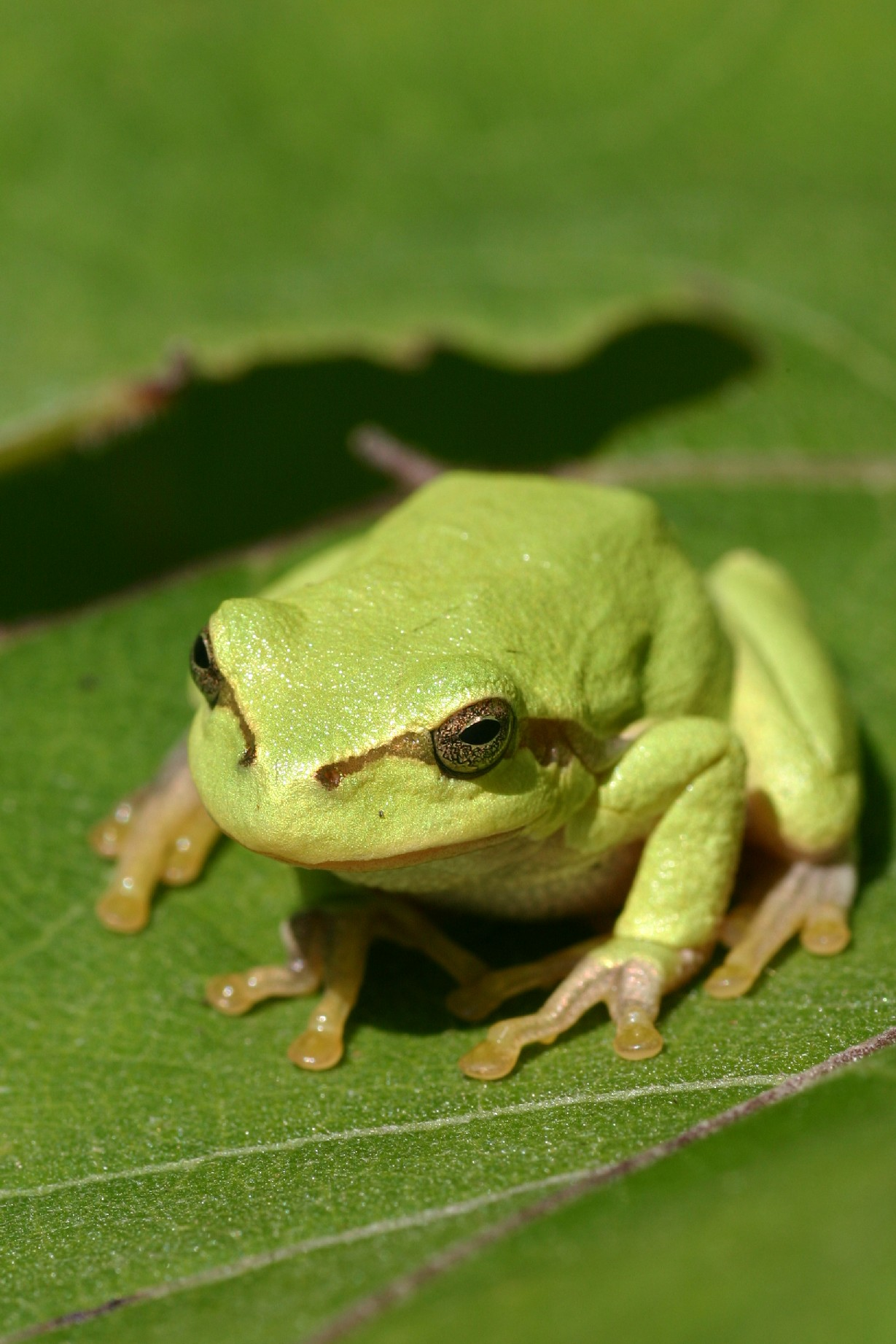
Lövgroda i Österrike.

Lövgroda eller vanlig lövgroda (Hyla arborea) är en art i familjen lövgrodor (Hylidae). 

## Utbredning
Den finns i större delen av södra och centrala Europa med nordgräns i höjd med södra Jylland, södra Skåne och sydligaste Litauen. Den saknas i större delen av Ryssland. Östgränsen går från västra Vitryssland, större delen av Ukraina, Turkiet, Georgien och Azerbajdzjan. Den är enda företrädaren för familjen i Nordeuropa. I Sverige finns den endast i södra Skåne, och där endast sällsynt. Den dog ut i östra Skåne på 1940-talet. I Sydskåne har den gått framåt på senare år, och togs 2005 bort från svenska rödlistan. Under den senaste inverteringen år 2000–2004 iakttogs arten på 793 lokaler, och antalet spelande hanar bedömdes till mellan 16 000 och 31 000.
I övriga Norden finns den endast i fem områden i Danmark; på Bornholm, på Fyn, på Als och i Sydostjylland.

## Utseende
Den är gräsgrön på ovansidan, med ett svart, ofta gulkantat streck på sidorna, på undersidan vitaktig. Hannen har brun strupe, som kan blåsas upp till en stor boll. Kroppslängden kan uppgå till 5 cm.

## Beteende
Lövgrodor lever i träd och buskar. Äldre lövgrodor kan ofta klättra högt upp i lövverket, medan de yngre håller sig nära marken. Den hoppar med stor skicklighet från blad till blad och fångar insekter (även larver). Den undviker alltför tät och mörk skog.
Leken och yngelutvecklingen sker i stillastående vatten som sjöar, dammar och sankmarker, ibland även i mindre vattensamlingar som diken och pölar. Under parningstiden, som i Danmark och Skåne infaller under april till juni, kväker hannarna flitigt, särskilt nattetid. Också senare under sommaren kan man höra dess klingande läte, som kan höras på minst en kilometers håll.
Lövgrodan blir könsmogen vid omkring 3 års ålder, och kan normalt bli upp till 9 år gammal. I fångenskap har som mest 22 år uppnåtts.

### Bokkällor
- Fog, Kåre; Schmedes, Adam; Rosenørn de Lasson, Dorthe (2001) [1997] (på danska). Nordens padder og krybdyr. København: Gads Forlag. ISBN 87-12-02982-3